# Jaroslav Benák
Jaroslav Benák (* 3. April 1962 in Havlíčkův Brod, Tschechoslowakei) ist ein ehemaliger tschechischer Eishockeyspieler und jetziger -trainer.

## Karriere
Jaroslav Benák begann seine Karriere als Eishockeyspieler bei ASD Dukla Jihlava, für dessen Seniorenmannschaft er von 1981 bis 1990 in der 1. Liga, der höchsten tschechoslowakischen Spielklasse, aktiv war. Mit seiner Mannschaft wurde er in den Jahren 1982, 1983, 1984 und 1985 vier Mal in Folge Tschechoslowakischer Meister. Zur Saison 1990/91 wechselte der Verteidiger zu SaiPa Lappeenranta aus der finnischen SM-liiga. Mit seiner Mannschaft musste er am Ende der Spielzeit den Abstieg in die zweitklassige I-divisioona hinnehmen, in der er auch die Saison 1991/92 begann, ehe er im Laufe des Jahres zur SG Cortina aus der italienischen Serie A2 wechselte. Nach einer weiteren Spielzeit in Cortina kehrte der zweifache Olympiateilnehmer in seine Heimat zurück und spielte in der Saison 1993/94 für AC ZPS Zlín aus der nach Teilung der Tschechoslowakei neu gegründeten tschechischen Extraliga. Die folgende Spielzeit verbrachte er ebenfalls in der Extraliga, diesmal jedoch bei seinem Ex-Klub Dukla Jihlava.
In der Saison 1995/96 stand Benák für den Chamonix Hockey Club in der Élite Ligue, der damals höchsten französischen Spielklasse, auf dem Eis. Die folgende Spielzeit verbrachte er beim BK Havlíčkův Brod in der zweiten tschechischen Spielklasse. Von 1998 bis 2001 trat er in der vierten deutschen Spielklasse, der Eishockey-Regionalliga, für den EHC Memmingen und den EC Peiting an. Die Saison 2001/02 begann der Tscheche mit dem EC Peiting in der drittklassigen Eishockey-Oberliga, ehe er im Laufe der Spielzeit zum HC Rebel Havlíčkův Brod zurückkehrte, der in der Zwischenzeit in der dritten tschechischen Spielklasse, der 2. národní hokejová liga, antrat. Am Saisonende beendete er seine aktive Karriere im Alter von 40 Jahren.
In der Saison 2008/09 war Benák als Assistenztrainer für den Drittligisten HC Žďár nad Sázavou tätig. Seither arbeitet er in gleicher Funktion für seinen Ex-Klub HC Rebel Havlíčkův Brod in der 1. Liga.

### International
Für die Tschechoslowakei nahm Benák an den Weltmeisterschaften 1983, 1985, 1986 und 1987 teil. Zudem stand er im Aufgebot seines Landes bei den Olympischen Winterspielen 1984 in Sarajevo und 1988 in Calgary sowie 1987 beim Canada Cup. Bei der WM 1983 und den Winterspielen 1984 gewann er mit seiner Mannschaft jeweils die Silber-, bei der WM 1985 die Gold- und bei der WM 1987 die Bronzemedaille.

## Erfolge und Auszeichnungen
- 1982 Tschechoslowakischer Meister mit ASD Dukla Jihlava
- 1983 Tschechoslowakischer Meister mit ASD Dukla Jihlava
- 1984 Tschechoslowakischer Meister mit ASD Dukla Jihlava
- 1985 Tschechoslowakischer Meister mit ASD Dukla Jihlava
- 2017 Aufnahme in die Tschechische Eishockey-Ruhmeshalle

### International
- 1983 Silbermedaille bei der Weltmeisterschaft
- 1984 Silbermedaille bei den Olympischen Winterspielen
- 1985 Goldmedaille bei der Weltmeisterschaft
- 1987 Bronzemedaille bei der Weltmeisterschaft